# 阿居代勒
阿居代勒（法語：Agudelle，法語發音：[aɡydɛl]）是法国滨海夏朗德省的一个市镇，位于该省东南部，属于容扎克区。

## 地理
阿居代勒（45°23'4"N, 0°28'19"W）面积5.36 平方千米，位于法国新阿基坦大区滨海夏朗德省，该省份为法国西部滨海省份，北起旺代省，西临大西洋，南至吉倫特省，东南接多爾多涅省，东北接德塞夫勒省接壤，东临夏朗德省。
与阿居代勒接壤的市镇（或旧市镇、城区）包括：阿拉博卡日、圣西蒙德博尔德、萨利尼亚克-德米朗博、维勒克萨维耶。

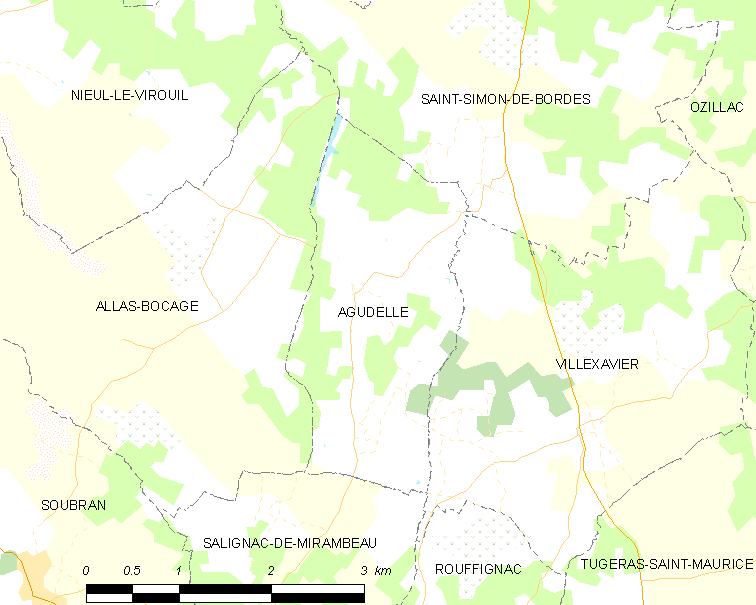
阿居代勒的OSM定位图

阿居代勒的时区为UTC+01:00、UTC+02:00（夏令时）。

## 行政
阿居代勒的邮政编码为17500，INSEE市镇编码为17002。

## 政治
阿居代勒所属的省级选区为容扎克县。

## 人口

1962-2008年间阿居代勒人口变化图示

阿居代勒于2022年1月1日时的人口数量为133人。